# Joseph Veltjens

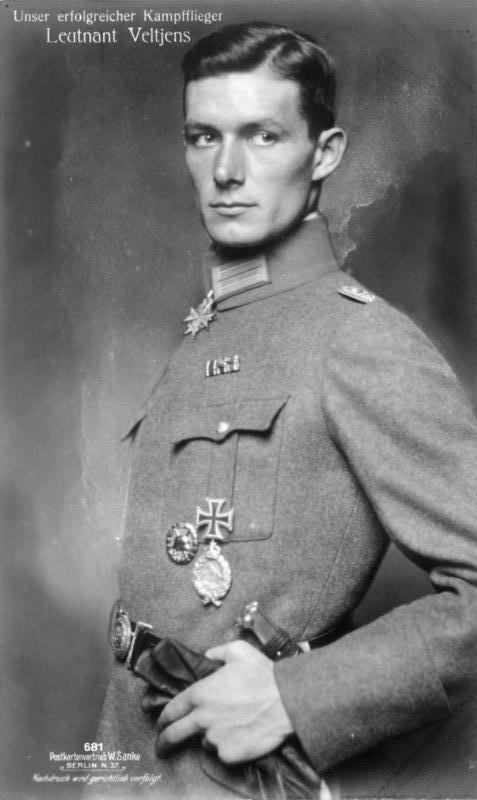
Joseph Veltjens in Leutnantsuniform

Josef „Seppl“ Veltjens (* 2. Juni 1894 in Geldern; † 6. Oktober 1943 in den Apenninen bei Piacenza) war ein deutscher Jagdflieger im Ersten Weltkrieg und Ritter des Ordens Pour le Mérite. Im Spanischen Bürgerkrieg belieferte er die Aufständischen um Franco mit Waffen und Material.

## Leben
Josef Veltjens, am 2. Juni 1894 in Geldern am Niederrhein geboren, besuchte ein Humanistisches Gymnasium in Berlin und studierte anschließend an der Technischen Hochschule in Charlottenburg Maschinenbau mit dem Schwerpunkt Explosionsmotoren.
Nachdem er sich am 3. August 1914 freiwillig als Kraftfahrer beim Königin Augusta Garde-Grenadier-Regiment Nr. 4 gemeldet hatte, kam er bereits am 7. August an die Front. Als seine Kolonne von französischen Vorposten angegriffen wurde, versuchte Veltjens mit drei seiner Kameraden vergeblich, die Fahrzeuge zu verteidigen. Nachdem die Wagen in Brand gesteckt waren, schlug er sich als Versprengter zum Leib-Grenadier-Regiment Nr. 8 durch und kam mit dem Übergang zum Stellungskrieg zur Korps-Kraftwagen-Kolonne 8.
Rasch rückte Veltjens zum Vizefeldwebel auf. Nach mehreren Versuchen gelang es ihm schließlich, zur  Fliegertruppe zu kommen. Am 2. Dezember 1915 absolvierte er den ersten Schulflug in Berlin-Johannisthal, nach drei Tagen seinen ersten Alleinflug und bereits am 15. Dezember das Pilotenexamen. Ohne Fahrkarte fuhr er während des Weihnachtsurlaubs an die Front zum Flugplatz in Tergnier und erreichte tatsächlich seine Anforderung als Flieger.

Veltjens im Cockpit seiner Maschine (hier einer Albatros D.V) mit dem aufgemalten weißen Flügelpfeil als persönlichem Erkennungszeichen

Am 10. Mai 1916 kam Veltjens zur Feld-Flieger-Abteilung 23 und wurde während der Schlacht an der Somme Führer eines Reihenbildzuges (RBZ). Er wurde im März 1917 als Pilot von Hauptmann Rudolf Berthold für seine Jagdstaffel 14 angefordert. Veltjens, bereits fünffacher Luftsieger, folgte Berthold im August 1917 zur Jasta 18 nach Flandern, mit der er weitere fünf bestätigte Luftsiege erzielte: Er schoss am 16. September 1917 eine britische RE-8 und am 28. September einen zweisitzigen Bristol Fighter der 20. Schwadron des Royal Flying Corps ab, wobei der Kommandant Captain John Santiago Campbell (1892–1917) und sein Fliegerschütze Private George Tester (1890–1917) ums Leben kamen. Zwei Tage später meldete er den Abschuss einer Sopwith Pup. Am 15. November 1917 wurde ihm der Abschuss eines französischen SPAD VII-Jagdflugzeugs zuerkannt und am 18. Februar 1918 erzielte er mit dem Abschuss einer britischen Sopwith Camel seinen letzten Luftsieg bei der Jasta 18. Im März 1918 begleitete er wiederum Berthold, der Kommandeur des im Vorfeld der Frühjahrsoffensive neu formierten Jagdgeschwaders II wurde und seine Stammflieger in die zur Stabsstaffel umfunktionierte Jasta 15 mitbrachte. Dort übernahm Veltjens im Mai vorübergehend das Kommando. Kurz darauf erhielt er den Hohenzollernorden mit Schwertern. Als Hauptmann Berthold wegen einer Verwundung ins Lazarett kam, übernahm Veltjens vorübergehend auch die stellvertretende Führung des Jagdgeschwaders. Er schoss am 11. August 1918 drei feindliche Flugzeuge während eines einzigen Einsatzes ab, darunter zwei Caudron-Bomber, die wegen ihrer Panzerung und starken Bewaffnung auch für Jagdflugzeuge als gefährlich galten. Veltjens wurde am 11. August 1918 mit dem Orden Pour le Mérite ausgezeichnet und übernahm am 22. August 1918 erneut das Kommando über die Jasta 15, die er in seiner mit einem weißen Pfeil am Rumpf gekennzeichneten Fokker D.VII bis zum Kriegsende befehligte. Veltjens und sieben seiner Staffelkameraden, darunter die Leutnants Georg von Hantelmann und Oliver von Beaulieu-Marconnay mit je 26, Leutnant Johannes Klein mit 16 und Leutnant Hugo Schäfer mit 11 Luftsiegen, schossen in den letzten Kriegsmonaten während der Durchbruchsschlacht an der Somme bei Montdidier, dann an der Aisne und schließlich gegen amerikanische Flieger bei Verdun insgesamt 157 feindliche Flugzeuge ab – laut Heeresbericht allein in sechs Tagen 81 Maschinen – bei nur zwei eigenen Verlusten. Veltjens selbst erzielte bis Ende des Krieges insgesamt 37 Abschüsse.
Nach Kriegsende wurde die Staffel in Halle demobilisiert. Veltjens meldete sich zur Panzer-Kraftwagen-Abteilung und nahm in regulären und irregulären Verbänden am Kampf rechtsgerichteter Militärangehöriger gegen revolutionäre Unruhen teil. Als Panzerwagen-Kommandant im Freikorps Gerstenberg wurde er bei der Niederschlagung der Bremer Räterepublik dreimal durch Schüsse verwundet. Anschließend  nahm er auch in Bremerhaven an der Zerschlagung der Republik teil und ging danach nach Düsseldorf, dann zu Regierungstruppen in Berlin. Später fuhr Veltjens als Matrose „Joe Veltjens“ auf seinem eigenen, zusammen mit mehreren früheren Kameraden ausgerüsteten 100-Tonnen-Frachtsegler „Merkur“, um sich so eine Existenz zu schaffen. Danach wurde er Gesellschafter einer großen Firma im Waffenhandel.
Aus der Zeit des Ersten Weltkrieges war Veltjens ein persönlicher Freund von Hermann Göring. 1930 trat er in die Nationalsozialistische Deutsche Arbeiterpartei (NSDAP) ein (Mitgliedsnummer 143.825). Ihm wird in der Wissenschaft neben Ernst Wetzel auch eine damalige Zuständigkeit für die SA in Brandenburg als Oberführer (Oberst) zugeschrieben. Aufgrund seiner Teilnahme an der Stennes-Revolte, bei dem sich Teile der SA in Ostdeutschland gegen die Parteileitung der NSDAP auflehnten, wurde Veltjens am 2. April 1931 durch die Parteileitung aus der NSDAP ausgeschlossen.
Etwa Mitte der 1930er Jahre bewohnte die Familie von Joseph Veltjens Schloss Klein Gaffron in Schlesien.
Am 22. Juli 1936 war das deutsche Dampfschiff Girgenti im Hafen von Valencia von der Miliz nach Waffen durchsucht worden. Der Kapitän der Girgenti räumte das Schiff gewaltsam. Das deutsche Außenministerium protestierte bei der demokratischen Regierung in Madrid. Kurz darauf wurde die Girgenti von Veltjens gechartert und am 22. August 1936 in Hamburg mit Waffen des Sonderstabes W für die putschenden Militärs in La Coruña beladen. Veltjens lieferte am 14. August 1936 sechs He 51 an Emilio Mola. Im September 1936 lieferte Veltjens eine zweite Ladung von zehntausend Schuss Kaliber 7,92 mm. Ende 1936 bildete Veltjens mit Henry Aschpurwis aus Hamburg eine neue Reederei, welche drei Schiffe unter dem Namen Hansagesellschaft Aschpurwis & Veltjens betrieb. Im November 1936 transportierte das Dampfschiff Urundi 600 Freiwillige der irischen Freiwilligenbrigade, welche von Eoin O’Duffy angeführt wurden, in das Spanien der putschenden Militärs. 1938 kaufte Aschpurwis & Veltjens ein Büro für eine Million Reichsmark in Hamburg. Das Hauptgeschäftsfeld von Veltjens waren explosive Transporte für die HISMA, ROWAK und das OKW. Während des spanischen Bürgerkrieges war Veltjens im Vertrag mit den putschenden Militärs, um die spanischen Kaliber zu liefern. Während HISMA Tauschhandel betrieb, lieferte Veltjens gegen konvertierbare britische Pfund, da zur Waffenproduktion importiertes Nickel und Wolfram erforderlich war. Anfang 1937 kaufte Aschpurwis & Veltjens einen französischen, einen dänischen und einen schwedischen Frachter, um ihre Aktivitäten vor dem Nichteinmischungsausschuss und dem Rest der deutschen Regierung zu verbergen. Er verhandelte auf Nachfrage von den Russen in Paris auch ein Kargo von Waffen und Munition, das an die Republik Spanien zu liefern war, transportierte aber offiziell nur Steine, was ihn mit der schwedischen Regierung in Schwierigkeiten brachte, weil das Schiff von Stockholm auslief.
Josef Veltjens wurde im Zweiten Weltkrieg von der Luftwaffe reaktiviert. Persönlich von Hermann Göring dazu beauftragt, führte er als Oberst die Verhandlungen mit Finnland, die dem Einmarsch deutscher Truppen am  8. Juni 1941 in Lappland vorausgingen und der Wehrmacht die Nutzung finnischen Territoriums als Aufmarschgebiet im Fortsetzungskrieg sowie die Nutzung des Ostseehafens Kemi als Nachschubbasis sowie die dauerhafte Belegung von Petsamo und anderen Flugplätzen gestatteten.
Veltjens begab sich am 6. Oktober 1943 mit dem Auftrag nach Mailand, mit dem „Duce“ Benito Mussolini angesichts des alliierten Vormarsches über die Verlagerung der italienischen Goldreserven zu verhandeln. Vor dem Weiterflug nach Rom wurde er in Mailand vor britischen Abfangjägern gewarnt. Deshalb setzte der Pilot den Flug in sehr niedriger Höhe fort. In den Apenninen zerschellte das Flugzeug an einem Berg. Nur der Funker der Junkers Ju 52 konnte sich mit schweren Verletzungen retten, bevor die Maschine ausbrannte.
Josef Veltjens sterbliche Überreste wurden nach Lübeck überführt und auf dem dortigen Friedhof bestattet.